# غرفة نايومي
غرفة نايومي هي رواية رعب عام 1991 للمؤلف الأيرلندي الشمالي جوناثان أيكليف.

## مقدمة القصة
تشارلز هيلينبراند الأكاديمي في كلية بيمبروك يلقي نظرة على حياته وزواجه من لورا، التي تخلت عن وظيفتها في متحف فيتزويليام عند ولادة ابنتهما نايومي. عشية عيد الميلاد عام 1970، اصطحب تشارلز ابنته البالغة من العمر أربع سنوات في رحلة تسوق بالقطار من كامبريدج إلى لندن. اختفت نايومي في متجر ألعاب هامليز، وبعد أيام تم اكتشاف جثتها المشوهة في سبيتالفيلدز. لكن نايومي لا ترقد بسلام وتشارلز ولورا يطاردهما وجودها كما تتبع جرائم القتل الأخرى. تم العثور على الشرطي الذي يقود التحقيق وهو مقطوع حنجرته في سرداب كنيسة بالقرب من بريك لين، ثم قتل مصور صحفي كان قد أظهر لتشارلز صورًا مزعجة في الصور التي التقطها، وعُثر على أجزاء من جسده متناثرة على طول زقاق سبيتالفيلدز. ...

## الأستقبال
- «قصة تقشعر لها الأبدان تكذب على أي فكرة أن الرعب الخارق هو علاجي عن بعد. أيكليف له لمسة رائعة.» ذي إندبندنت[1]
- «قصة شبح نفسية قوية ... الروح المتبقية لـ جاك السفاح تعقد الأمور ويبدو أنها تتطفل كثيرًا في البداية على القصة الأساسية، لكن أيكليف في النهاية يحل الأمور بدقة تامة.»[2]